# Michael Stewart (politiker)
Robert Michael Maitland Stewart, född 6 november 1906 i Bromley, Kent, England, död 13 mars 1990 i London, var en engelsk politiker.

## Biografi
Stewart var son till Robert Wallace Stewart, författare och lärare, och Eva Stewart född Blaxley, och utbildades vid Brownhill Road Elementary School, Catford Christs Hospital och St.John College, Oxford, där han tog BA-examen i filosofi, politik och ekonomi 1929. 
På universitetet, var Stewart ordförande i Oxfordunionen, och i St Johns Labour Club (1929). Han började sin karriär som en tjänsteman i det kungliga hushållet under 1931. Han arbetade för en kort tid i sekretariatet för Nationernas Förbund, innan han blev skollärare, först vid Merchant Taylors 'School i London, sedan vid Coopers Companies School, Mile End, och sedan på Frome, Somerset. Under andra världskriget tjänstgjorde Stewart i Mellanöstern, inom Intelligence Corps 1942, innan de överfördes till Army Educational Corps 1943. Han befordrades till kapten 1944.

### Politisk karriär
Stewart hade ställt upp i Lewisham West valkrets 1931 och 1935, och Fulham East 1936. Efter kriget tog han plats i underhuset för Fulham East 1945-1955 och därefter för Fulham 1955-1974 och Hammersmith, Fulham 1974-1979. Strax efter sitt första inval, blev han juniorinpiskare, sedan underminister till krigsministern (1947-51) och senare som parlamentarisk sekreterare till försörjningsministeriet (maj-oktober 1951). Efter Labours nederlag i valet 1951 var Stewart en stigande stjärna på skuggbänken, med plats som skuggutbildningsminister (1955-1959) och sedan som skuggminister för bostäder och lokalsamhälle (1959-1964).

### Regeringstiden
När Harold Wilson blev premiärminister 1964, utsågs Stewart till statssekreterare för utbildning och vetenskap. Han befordrades till utrikesminister i januari 1965 och blev ekonomiminister 1966. Från 1966 till 1968 var han ekonomininister. Han återvände till utrikesdepartementet från 1968 till 1970. Som utrikesminister, bidrog han till att leverera vapen till stöd för den nigerianska regeringens strid mot separatiströrelsen i Biafra.
Som engagerad proeuropeisk blev Stewart ledare för Labourdelegationen till Europarådet i juni 1970 och gemensam ordförande för Labourkommittén för Europa tillsammans med George Brown och Roy Jenkins. Han tjänstgjorde som ledamot av Europaparlamentet 1975-1976.
Stewart blev en medlem av riksrådet 1964. Han utsågs till Companion of Honour (CH) 1969. Han avgick från underhuset 1979 och gick upp i överhuset, då han blev pär med titeln Baron Stewart of Fulham, i Fulham i London den 5 juli 1979.